# SN 2007sv
SN 2007sv – niepotwierdzona supernowa nieznanego typu odkryta 20 grudnia 2007 roku w galaktyce UGC 5979. W momencie odkrycia miała maksymalną jasność 17,40m.